# Sabine Dorn
Sabine Dorn (* 16. Dezember 1964 in Bremen als Sabine Akkermann) ist eine bremische Politikerin (CDU, FDP). Sie war Mitglied der Bremischen Bürgerschaft. 

## Leben

### Ausbildung und Beruf
Von 1984 bis 1987 wurde Dorn zur Industriekauffrau ausgebildet. 1987 bis 1989 besuchte sie die Wirtschaftsakademie Bremen und schloss dort als Industriefachwirtin ab, zusätzlich legte sie eine Ausbilderprüfung vor der Handelskammer Bremen ab. Von 1990 bis 1994 studierte Sabine Dorn Wirtschaftswissenschaften an der Universität Bremen und ist seitdem Diplom-Ökonomin. Zusätzlich begann sie 1997 ein Jurastudium an der Universität Bremen.
Von 1987 bis 1997 war sie als Industriekauffrau in unterschiedlichen Positionen bei verschiedenen Arbeitgebern diverser Branchen angestellt. 1998 wurde sie Inhaberin der SCA Consulting Bremen. Ab 2002 hatte Dorn einen Lehrauftrag an der Universität Bremen im Bereich Marketing.

### Politik
Dorn war ursprünglich Mitglied der CDU und wechselte 2009 zur FDP. Seit 2010 war sie als Beisitzerin Mitglied des Landesvorstandes der FDP Bremen. Später wechselte sie wieder zur CDU.
Vom 10. Juni 2003 bis 13. Mai 2007 war sie Mitglied der Bremischen Bürgerschaft. In der Bürgerschaft war sie vertreten in den Ausschüssen für die Häfen, für Bundes- und Europaangelegenheiten, internationale Kontakte und Entwicklungszusammenarbeit, für Informations- und Kommunikationstechnologie und Medienangelegenheiten, für die Gleichberechtigung der Frau sowie für Rechnungsprüfung.
2015 kandidierte sie als Unabhängige für die Bürgermeisterwahl der Stadt Nordenham, unterlag aber Carsten Seyfarth. Seit 2016 sitzt sie für die CDU im Stadtrat von Nordenham und ist seit 2017 Vorsitzende des CDU-Stadtverbandes.